# Río Cholgo
El río Cholgo es un curso natural de agua de la Región de Los Lagos que tras corto trayecto desemboca en la entrada oriental del canal Hornopirén.

## Trayecto
Tanto el mapa File:41-pto-montt-ancud-castro-MP0001339.pdf del Instituto Geográfico Militar de Chile (1945, 1:500.000) como el de Luis Risopatrón File:13-puerto-montt-ancud.jpg no muestran el río, que sí aparece en el mapa más actual  y también el mapa de localización a la izquierda.

## Historia
Luis Risopatrón lo describe brevemente en su obra Diccionario Jeográfico de Chile:
Cholgo (Rio) 42° 05' 72° 25’. Nace en las faldas de cerros de color ceniciento i de otros picos mas elevados, en forma de anfiteatro, corre hacia el W en un valle de aspecto volcánico, con alerzales i bosques de cipreses i después de un largo curso, se vácia en la parte N del canal del mismo nombre, inmediatamente al N de la punta de la misma denominación, formada por sus acarreos; se cree que tiene una laguna en su parte superior. 1, XXV, p. 267 i 270; i Cholga en la p. 381.